# Verwaltungsgemeinschaft Kleinheubach
In der Verwaltungsgemeinschaft Kleinheubach im unterfränkischen Landkreis Miltenberg haben sich folgende Gemeinden zur Erledigung ihrer Verwaltungsgeschäfte zusammengeschlossen:
1. Kleinheubach, Markt, 3753 Einwohner, 9,49 km²
2. Laudenbach, 1538 Einwohner, 4,94 km²
3. Rüdenau, 730 Einwohner, 4,00 km²

Sitz der am 1. Januar 1976 gegründeten Verwaltungsgemeinschaft ist Kleinheubach.